# Север, Зейнеп
Зейне́п Кюбра́ Севе́р (тур. Zeynep Kübra Sever; род. 9 июля 1989, Стамбул) — бельгийско-турецкая фотомодель, победительница конкурса Мисс Бельгия 2009. Имея турецкие корни, семья Север приехала на постоянное жительство в Бельгию, когда ей было 12 лет.

## Личная жизнь
Зейнеп замужем за вратарём клуба «Фенербахче» Волканом Демирелем. Свадьба состоялась в сентябре 2010 года. Она также играет в волейбол в Fenerbahçe Acıbadem.

## Мисс Вселенная 2009
Кроме того, она представляла Бельгию на конкурсе Мисс Вселенная 2009 23 августа на Багамских островах, где она вошла в Топ-15.

## Мисс Мира 2009
Зейнеп участвовала в Мисс Мира 2009, где она не добилась результата.